# Anahí Pocket Show
Anahí Pocket Show (também conhecida com El Universo Conspira ou Acústico) foi a primeira turnê promocional da cantora e atriz mexicana Anahí.
Consiste em uma série de pocket show's (apresentações de curta duração), que passou pelo Brasil, México e Estados Unidos. A mini-turnê iniciou-se em 7 de agosto de 2009, em Brasília, e teve seu fim em 23 de julho de 2011 em Monterrei, México.
Esta mini-turnê aconteceu em paralelo com a primeira turnê mundial da cantora, a Mi Delirio World Tour, que começou em novembro de 2009 e teve seu fim em abril de 2011.

## Conceito
Em todos os shows, Anahí sobe ao palco acompanhada apenas de um sofá e de seu produtor musical no violão. O figurino que a cantora usa são roupas causais, diferente das roupas usadas na Mi Delirio World Tour, que são figurinos extravagantes, com muitas cores e brilhos.

## Repertório

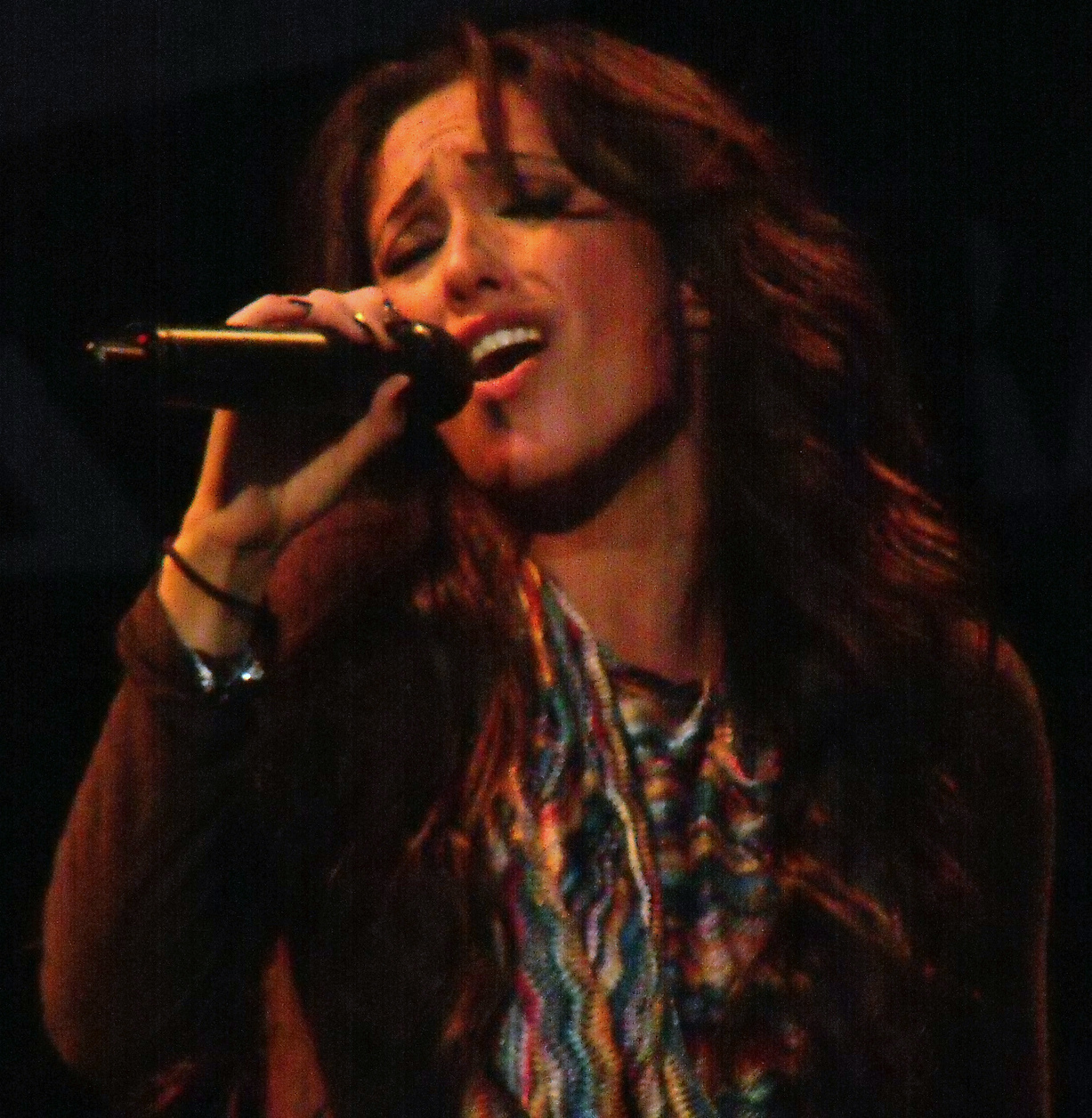
Anahí em Porto Alegre, 2010.

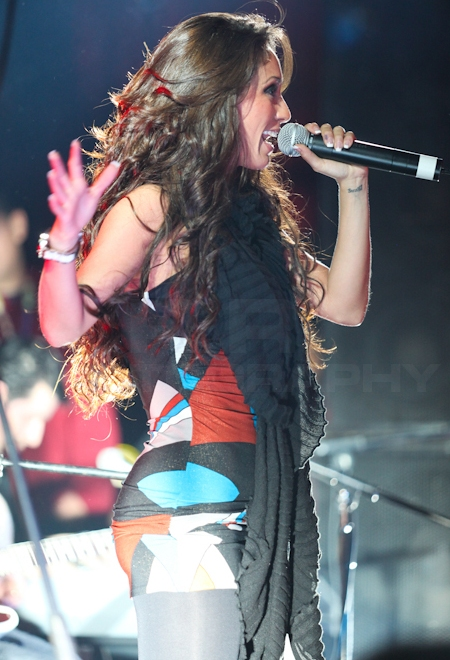
Anahí em Tijuana, 2010.

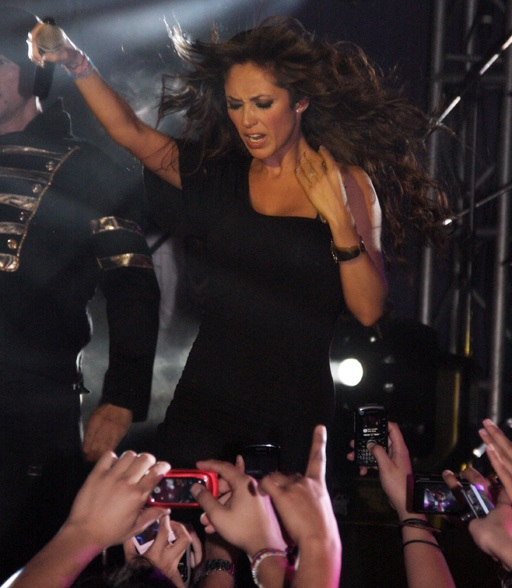
Anahí em Puebla, 2010.

A mini-turnê não teve uma lista de música oficial, isto é, as canções apresentadas variaram em cada pocket show.
Confira abaixo todas as músicas que foram cantadas durante toda a mini-turnê. A única exceção é o single "Mi Delirio", que foi interpretado em todas as apresentações.
2009
- "Algún Día"
- "Así Soy Yo"
- "Desapareció"
- "Extraña Sensación"
- "Mi Delirio"
- "No Digas Nada"
- "Rebelde"
- "Sálvame"
- "Ser O Parecer"
- "Tal Vez Después"
- "Te Puedo Escuchar"
- "Tras de Mí"
- "Un Poco De Tu Amor"

2010–2011
- "Aleph"
- "Alérgico"
- "Hasta Que Llegues Tú"
- "Me Hipnotizas"
- "Mi Delirio"
- "Ni Una Palabra"
- "No Te Quiero Olvidar"
- "Para Qué"
- "Te Puedo Escuchar"
- "Pobre Tu Alma"
- "Quiero"
- "Sálvame"

## Datas
| Datas                  | Cidade           | País           | Local                 |
| Etapa 1                | Etapa 1          | Etapa 1        | Etapa 1               |
| ---------------------- | ---------------- | -------------- | --------------------- |
| 7 de agosto de 2009    | Brasília         | Brasil         | Trend Lounge Bar      |
| 8 de agosto de 2009    | Recife           | Brasil         | Club Nox              |
| 9 de agosto de 2009    | Salvador         | Brasil         | Madrre                |
| 10 de agosto de 2009   | Rio de Janeiro   | Brasil         | The Week              |
| 11 de agosto de 2009   | Rio de Janeiro   | Brasil         | The Week              |
| 12 de agosto de 2009   | Porto Alegre     | Brasil         | Opinião               |
| 13 de agosto de 2009   | Belo Horizonte   | Brasil         | Music Hall            |
| 14 de agosto de 2009   | São Paulo        | Brasil         | Carioca Club          |
| 15 de agosto de 2009   | São Paulo        | Brasil         | Carioca Club          |
| Etapa 2                |                  |                |                       |
| 24 de abril de 2010    | Tuxtla           | México         | El Escenario          |
| 6 de julho de 2010     | Guadalajara      | México         | La Marcha Discotheque |
| 7 de julho de 2010     | San Diego        | Estados Unidos | House of Blues        |
| 9 de setembro de 2010  | Puebla           | México         | RK Puebla             |
| 6 de outubro de 2010   | Fortaleza        | Brasil         | Siará Hall            |
| 7 de outubro de 2010   | Brasília         | Brasil         | Hype Lounge           |
| 11 de outubro de 2010  | Porto Alegre     | Brasil         | Opinião               |
| 18 de outubro de 2010  | Cidade do México | México         | Voila Antara          |
| 20 de outubro de 2010  | Tijuana          | México         | Tiffanys              |
| 9 de fevereiro de 2011 | Cidade do México | México         | Amapola Cabaret       |
| 30 de abril de 2011    | Monterrey        | México         | Element Live Bar      |
| 23 de julho de 2011    | Monterrey        | México         | Roomies Club          |